# Лимни-Пластира
Ли́мни-Пласти́ра (греч. Δήμος Λίμνης Πλαστήρα) — община (дим) в Греции. Входит в периферийную единицу Кардица в периферии Фессалия. Население 4635 жителей по переписи 2011 года. Площадь общины 198,35 квадратного километра. Плотность 23,37 человека на квадратный километр. Административный центр — Морфовуни. Димархом на местных выборах в 2014 году избран Димитриос Циандис (Δημήτριος Τσιαντής).
Община создана в 2010 году (ΦΕΚ 87Α) по программе «Калликратис» при слиянии упразднённых общин Неврополи-Аграфон и Пластирас. Названа по водохранилищу Тавропос, так называемому «озеру Пластира» (Λίμνη Πλαστήρα). Премьер-министр Николаос Пластирас родился в городе Морфовунион, административном центре общины.

## Административное деление

Административное деление общины:
1 — Пластирас
2 — Неврополи-Аграфон

Община (дим) Лимни-Пластира делится на две общинные единицы.